# Дуров, Сергей Фёдорович
Серге́й Фёдорович Ду́ров (4 [16] января 1815, Орловская губерния — 6 [18] декабря 1869, Полтава) — русский поэт, прозаик, переводчик.

## Биография
Родился 4 (16) января 1815 года в имении отца полковника и каменецкого полицеймейстера Фёдора Сергеевича Дурова, происходившего из древнего дворянского рода Орловской губернии; мать — Надежда Ивановна, урождённая Хмельницкая, родная сестра Н. И. Хмельницкого.
Воспитывался в Благородном пансионе при Санкт-Петербургском университете (1828—1833). Служил в Государственном коммерческом банке (с 19 октября 1836 года занимал должность младшего помощника бухгалтера), с 16 августа 1840 года — «чиновником для иностранной переписки» в канцелярии Морского министерства. В 1847 году вышел в отставку с чином коллежского асессора.
Стал деятельным участником собраний у Михаила Петрашевского. Весной 1849 года сложился особый литературно-музыкальный кружок Дурова, в который входили Фёдор Достоевский, Михаил Достоевский, Алексей Плещеев, Александр Пальм, Николай Спешнев, Александр Милюков, Павел Филиппов и другие. Был арестован вместе с другими петрашевцами в апреле 1849 года. Был заключён в Петропавловскую крепость. В декабре 1849 года на Семёновском плацу вместе с другими осуждёнными (стоял во второй тройке вместе с Достоевским и Плещеевым) выслушал смертный приговор, заменённый четырьмя годами каторги. Вместе с Достоевским был отправлен в Омский острог.
Когда трагический актёр,

Увлёкшись гением поэта,

Выходит дерзко на позор

В мишурной мантии Гамлета, —

Толпа, любя обман пустой,

Гордяся мнимым состраданьем,

Готова ложь почтить слезой

И даровым рукоплесканьем.

Но если, выйдя за порог,

Нас со слезами встретит нищий

И, прах целуя наших ног,

Попросит крова или пищи, —

Глухие к бедствиям чужим,

Чужой нужды не понимая,

Мы на несчастного глядим,

Как на лжеца иль негодяя!

И речь правдивая его,

Не подслащённая искусством,

Не вырвет слёз ни у кого

И не взволнует сердца чувством…

О род людской, как жалок ты!

Кичась своим поддельным жаром,

Ты глух на голос нищеты,

И слёзы льёшь — перед фигляром!
По окончании срока каторги в 1855 году он был отправлен рядовым в 3-й сибирский линейный батальон в Петропавловск. Год спустя из-за слабого здоровья — как писал Достоевский («Записки из мертвого дома», Ч. I, Гл. VII), «полуразрушенный, седой, без ног, с одышкой» человек — он был переведён в гражданскую службу: состоял писцом 4-го разряда в областном правлении сибирских киргизов. В 1856 году получил разрешение выехать из Сибири (без права въезда в столицы) и уехал в Одессу; затем жил около Полтавы, в имении своего друга А. И. Пальма. В 1857 году ему было возвращено дворянство и снят полицейский надзор. Летом 1858 года гостил у И. И. Пущина в имении Марьино Московской губернии. После смерти Пущина жил в Марьино (1862—1863). В 1863 году получил разрешение жить в Санкт-Петербурге, но жил  в Кишинёве (1864—1868); последние месяцы жизни провёл в Полтаве, где и скончался 6 (18) декабря 1869 года.

## Литературная деятельность
Литературные занятия начал очень рано, но его ранние анонимные публикации в альманахах не выявлены. Первые известные публикации — стихотворения в № 43 «Литературной газеты» и  альманахе «Молодик» в 1843 году. Активная литературная деятельность пришлась на 1843—1849 годы. В это время печатал свои произведения и переводы в «Литературной газете», «Библиотеке для чтения», «Иллюстрации», «Финском вестнике», «Санкт-Петербургских ведомостях».
Помимо стихов, писал повести, рассказы, «физиологические очерки». Переводил произведения, преимущественно социальной и гражданской тематики, Огюста Барбье, Виктора Мари Гюго, Андре-Мари Шенье, Пьера Жана Беранже, а также Адама Мицкевича и Джорджа Байрона.
Написал биографию своего дяди Н. И. Хмельницкого, которая содержала в себе много ошибок, неточностей и противоречий с фактической стороны, что и было своевременно отмечено в «Отечественных записках» (1849. — Т. LXIII, отд. VIII. — С. 129) в статье «Нечто о биографах и биографиях». Тем не менее, она была в неизменном виде напечатана при собрании сочинений Н. И. Хмельницкого, изданном Александром Смирдиным в 1849 году.
После возвращения из Сибири напечатал лишь несколько стихотворений в «Русском слове» и «Современнике». Лучшим из его стихотворений считалось «Когда трагический актёр…»